# (755) Quintilla
Pour les articles homonymes, voir Quintilla.
(755) Quintilla est un astéroïde de la ceinture principale découvert le 6 avril 1908 par l'astronome américain Joel Metcalf.
Sa désignation provisoire était 1908 CZ.